# Tommy Adams

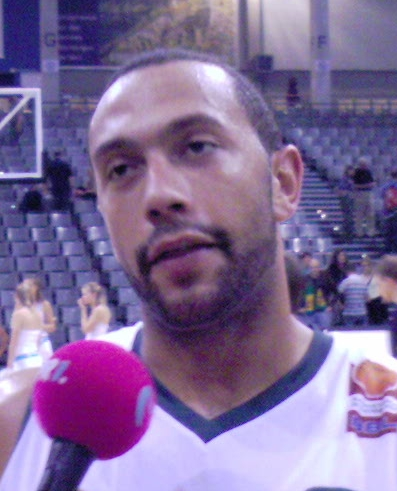
Tommy Adams, 2006

Thomas Maurice „Tommy“ Adams (* 15. Januar 1980) ist ein US-amerikanischer Basketballspieler, der zuletzt 2011 für den Verein Asseco Prokom Gdynia in Polen tätig war.
Der 1,91 m große Guard spielte in den USA für das Hampton College und kam 2006 über Stationen in Schweden und Israel (Ironi Ramat Gan) zum TBB Trier. Zur Saison 2007/08 wechselte Adams zu den Eisbären Bremerhaven, wo sein Vertrag allerdings bereits im November 2007 aufgelöst wurde. Danach wechselte Adams nach Polen zu Atlas Stal Ostrow.